# Ziga (Sanaba)
Pour les articles homonymes, voir Ziga.
Ziga est un village du département et la commune rurale de Sanaba, situé dans la province des Banwa et la région de la Boucle du Mouhoun au Burkina Faso.

## Démographie
Le village de Ziga comptabilisait :
- 6 653 habitants en 2003[2]
- 6 963 habitants en 2006[1].

## Éducation et santé
La commune accueille un centre de santé et de promotion sociale (CSPS).